# Puget Sound
Puget Sound (wym. [ˈpjuːdʒɪt saʊnd], też: Whulge) – system wąskich, głębokich zatok na zachodnim wybrzeżu Stanów Zjednoczonych, w stanie Waszyngton, nad którym położona jest aglomeracja Seattle. Puget Sound stanowi część Salish Sea. Rozciąga się około 160 km na południe począwszy od Admiralty Inlet i Whidbey Island. Od zachodu Puget Sound łączy się z Hood Canal i razem uchodzą do Cieśniny Juana de Fuca, które wraz z Salish Sea tworzą szerokie ujście do Oceanu Spokojnego.
Nazwa pochodzi od nazwiska Petera Pugeta, który zbadał te wody na zlecenie George’a Vancouvera podczas jego wyprawy w 1792 roku. W języku lushootseed cieśnina nosi nazwę Whulge, co znaczy "słona woda, którą znamy".

## Charakterystyka
Puget Sound jest zespołem zatok pochodzenia lodowcowego. Został ukształtowany przez 3 do 6 zlodowaceń, z których ostatnim był stadiał Vashon podczas zlodowacenia Fraser. Podczas jego szczytu około 15000 lat temu grubość lądolodu na granicy amerykańsko-kanadyjskiej wynosiła ponad 2 km.
Powierzchnia Puget Sound przy średnim pływie wynosi około 2640 km². Średnia głębokość to 62,5 m, podczas gdy najgłębszy punkt ma 283 m (w pobliżu Point Jefferson). Długość linii brzegowej wynosi 2144 km.
System posiada dwa połączenia z cieśniną Juana de Fuca: większe przez Admiralty Inlet oraz mniejsze przez Deception Pass.

### Podział
Puget Sound tradycyjnie dzieli się na cztery obszary: Hood Canal, South Sound, Whidbey Basin oraz Main Basin. Ten ostatni obszar składa się z Admiralty Inlet oraz Central Basin.